# Étienne M’Bappé

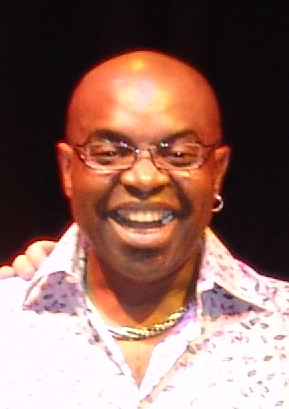
Étienne M’Bappé (2008)

Étienne M’Bappé (* 1964 in Douala) ist ein kamerunischer Bassist, der vor allem im Fusion- und im Weltmusikbereich hervorgetreten ist. Sein Markenzeichen sind die Handschuhe, mit denen er spielt, weil sie seine Saiten schonen und er den „größeren, glatten“ Sound mag, den er damit produziert (so M’Bappé in einem Interview mit Corey Brown auf www.notreble.com).

## Leben und Wirken
M’Bappé begann elfjährig als Autodidakt Gitarre zu spielen. Mit 14 Jahren folgte er seinem Vater nach Frankreich. Dort studierte er ab 1978 auf dem Konservatorium von Chevilly-Larue zunächst klassische Gitarre und dann zwischen 1981 und 1983 Kontrabass. 1985 wurde er Mitglied im Orchester von Rido Bayonne, wo er bis 1987 blieb. 1987 holte ihn Antoine Hervé zudem ins Orchestre National de Jazz. Mit Hervé und auch mit Nicole Croisille. ging er mehrfach auf Tournee. Seit Ende der 1980er spielte er in der Band Ultramarine mit Mario Canonge und Nguyên Lê, mit der er zwei Alben vorlegte. Von 1990 bis 1992 gehörte er zur Band von Salif Keïta, mit dem er mehrfach auf Welttournee war. Weiterhin tourte er mit Manu Dibango, Jacques Higelin, Liane Foly, Michel Jonasz und Catherine Lara.
Seit dem Jahr 2000 gehörte M’Bappé zum Syndicate von Joe Zawinul, um daneben mit Ray Charles, Louis Winsberg und Bill Evans zu arbeiten. Seit 2010 ist er Mitglied der 4th Dimension von John McLaughlin. Weiterhin spielte er mit Steps Ahead.

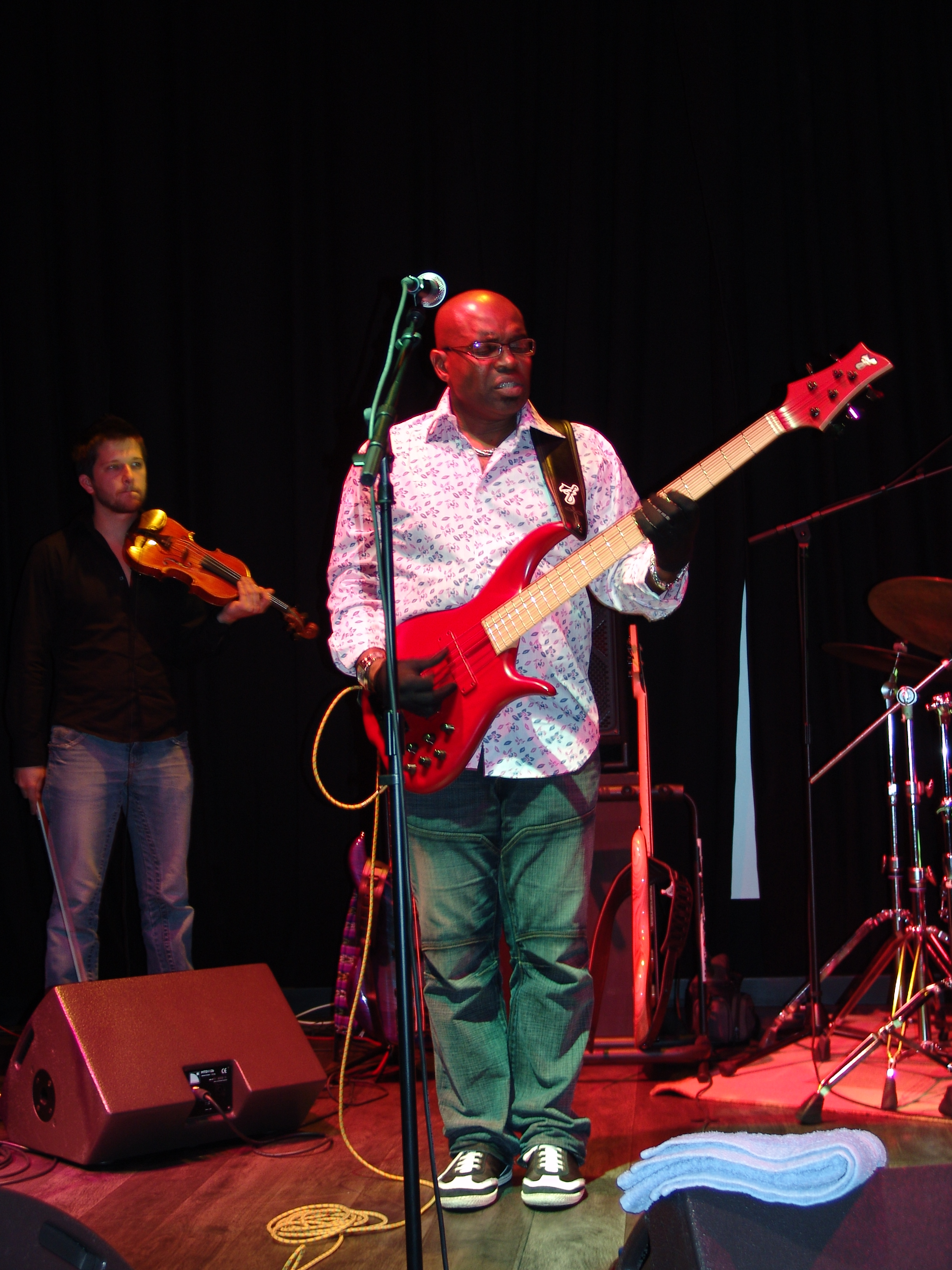
Étienne M’Bappé (2008)

## Diskographische Hinweise
- Misiya (2004)
- Su La Také (2008)
- Pater Noster (2013)
- Etienne Mbappe / NEC+: Time Will Tell (2021)

mit John McLaughlin
- To the One (2010)
- Now Here This (2012)
- Live in San Francisco (2018)

mit Bill Evans
- Bill Evans feat. Etienne Mbappe, Wolfgang Haffner & WDR Big Band: The East End (2019)